# Gustave Halphen
Pour les autres membres de la famille, voir Famille Halphen.
 (septembre 2016).
Gustave Halphen (3 mars 1810 à Paris - 21 février 1872 à Paris) est un négociant et diplomate français.

## Biographie
Gustave Halphen est né dans l'ancien 3e arrondissement de Paris le 3 mars 1810. Il est le fils de Salomon Halphen (1773-1840) et de Malka Cahen, il devient négociant à Paris.
Il exerce durant de nombreuses affaires les fonctions de consul général de la Sublime Porte à Paris.
Il est président du Consistoire israélite de Paris de 1852 à 1857.
Il meurt le 21 février 1872 dans le 9e arrondissement de Paris.

## Publication
- Rapport sur l'Exposition publique des produits de l'industrie française de 1844 (1845)

## Décorations
- Officier de la Légion d'honneur
- Officier de l'Instruction publique
- Commandeur de l'ordre d'Isabelle la Catholique